# Super Sanremo '97
Super Sanremo '97 è una compilation pubblicata dall'etichetta discografica Columbia nel febbraio 1997.
Si tratta di un doppio album contenente 37 dei 41 brani partecipanti al Festival di Sanremo 1997, unica raccolta ufficiale di quell'edizione della manifestazione.
La pubblicazione si rivela un grande successo commerciale, giungendo alla posizione #2 dell'hit parade e, in seguito, alla posizione #29 degli albums più venduti del 1997.
Sono assenti per indisponibilità dei diritti, gli artisti Toto Cutugno, Fausto Leali, Massimo Ranieri e Domino.

## Tracce

### CD 1
1. Patty Pravo - ...E dimmi che non vuoi morire
2. Nek - Laura non c'è
3. Adriana Ruocco - Uguali uguali
4. Camilla - Come ti tradirei
5. Maurizio Lauzi - Il capo dei giocattoli
6. Doc Rock - Secolo crudele
7. Niccolò Fabi - Capelli
8. Silvia Salemi - A casa di Luca
9. Pitura Freska - Papa nero
10. Loredana Bertè - Luna
11. Alessandro Errico - E penserò al tuo viso
12. Marina Rei - Dentro me
13. O.R.O. - Padre nostro
14. Leandro Barsotti - Fragolina
15. Alex Baroni - Cambiare
16. Vito Marletta - Innamorarsi è
17. Cattivi Pensieri - Quello che sento
18. Francesco Baccini - Senza tu

### CD 2
1. Anna Oxa - Storie
2. New Trolls con Greta - Alianti liberi
3. Paola & Chiara - Amici come prima
4. Randy Roberts - No stop
5. Olivia - Quando viene sera
6. Massimo Caggiano - Ora che ci sei
7. Mikimix - E la notte se ne va
8. Syria - Sei tu
9. Ragazzi Italiani - Vero amore
10. Tosca - Nel respiro più grande
11. Carmen Consoli - Confusa e felice
12. Tony Blescia - E ti sento
13. Luca Lombardi - Sonia dice di no
14. Petra Magoni - Voglio un Dio
15. Jalisse - Fiumi di parole
16. Paolo Carta - Non si può dire mai... mai!
17. Alessandro Mara - Attimi
18. Dirotta su Cuba - È andata così
19. Al Bano - Verso il sole